# Kanton Faucogney-et-la-Mer
Kanton Faucogney-et-la-Mer (francouzsky Canton de Faucogney-et-la-Mer) je francouzský kanton v departementu Haute-Saône v regionu Franche-Comté. Tvoří ho 16 obcí.

## Obce kantonu
- Amage
- Amont-et-Effreney
- Beulotte-Saint-Laurent
- La Bruyère
- Corravillers
- Esmoulières
- Faucogney-et-la-Mer
- Les Fessey
- La Longine
- La Montagne
- La Proiselière-et-Langle
- Raddon-et-Chapendu
- La Rosière
- Saint-Bresson
- Sainte-Marie-en-Chanois
- La Voivre